# شاين فيلدمان
شاين فيلدمان هو متحدث تحفيزي كندي، ولد في 8 نوفمبر 1994 في تورونتو في كندا.

## وصلات خارجية
- شاين فيلدمان على موقع IMDb (الإنجليزية)